# Lavinskyita
La lavinskyita és un mineral de la classe dels silicats que va ser aprovat per l'Associació Mineralògica Internacional l'any 2012. Rep el seu nom del Dr. Robert Matthew Lavinsky (1963-).

## Característiques
La lavinskyita és un silicat ric en coure amb fórmula K(Li,Cu,Mg,Na)₂Cu₆(Si₄O11)₂(OH)₄, que cristal·litza en el sistema ortoròmbic. Forma cristalls tabulars paral·lels a [010]. És isotípica amb la plancheïta. La seva duresa a l'escala de Mohs és aproximadament 5.

## Formació i jaciments
Se n'ha trobat lavinskyita en un parell d'indrets de Sud-àfrica: a la mina Wessel (Hotazel), la seva localitat tipus, i a les mines N'Chwaning (Kuruman), ambdues a la província del Cap Septentrional. Sol trobar-se associada a altres minerals com wesselsita, scottyita, pectolita, sugilita i richterita.